# 藤本健
藤本 健（ふじもと けん、1965年（昭和40年） - ）は、日本のライター。有限会社フラクタル・デザイン代表取締役。

## 経歴
横浜市出身。ロンドン日本人学校中等部、神奈川県立横浜緑ケ丘高等学校、横浜国立大学工学部電子情報工学科卒業。
高校時代、HAL研究所に自作のPC-8001用の外部音源を持ち込み、当時新入社員だった岩田聡に認められ、半年後にGSX-8800として製品化される。
大学時代には、岩田聡らとともにPC-8801用の音源システム「響」 (HIBIKI-8800) を開発し、発売する。その一方、大学1年時より電波新聞社の「月刊マイコン」などでの連載をはじめる。
1989年にリクルートに入社し、編集者として勤務する一方で『サウンド&レコーディングマガジン』や『コンピュータ・ミュージック・マガジン』などの雑誌を執筆。
2004年に有限会社フラクタル・デザインを設立し、代表取締役に就任。2010年より『DTMステーション』を執筆するほか2014年より作曲家の多田彰文とともに『DTMステーションPlus!』のネット放送を行っている。2018年より作曲家の多田彰文ととも音楽レーベルである『DTMステーションCreative』も立ち上げ、小寺可南子、小岩井ことり、田村響華らのアルバムもリリースしている。

## 活動

### 著書
- 藤本健『歌声合成ソフトウェア SynthesizerVユーザーズガイド』三才ブックス、2021年６月。ISBN 9784866732633。
- 藤本健『Cubase 11 Series 徹底操作ガイド』リットーミュージック、2021年3月。ISBN 9784845635955。
- 藤本健『これからはじめるDTMerのためのやさしい基礎知識』リットーミュージック、2014年10月。ISBN 9784845624966。
- 藤本健『Cubase 9 Series 徹底操作ガイド』リットーミュージック、2017年8月。ISBN 9784845630806。
- 藤本健『Studio One 3.3徹底操作ガイド』リットーミュージック、2016年12月。ISBN 9784845628919。
- 藤本健『ボーカロイド技術論~歌声合成の基礎とその仕組み』ヤマハミュージックメディア、2014年9月。ISBN 9784636899962。
- 藤本健『MASTER OF Pro Tools 11』BNN新社、2013年9月。ISBN 9784861008955。
- 藤本健『コンプリートDTM制作ナビ・ブック』リットーミュージック、2009年2月。ISBN 9784845616565。
- 藤本健『コンプリートDTMガイド・ブック』リットーミュージック、2005年3月。ISBN 9784845611867。